# Pierre Barbet (écrivain)
 (mars 2019).
Pour les articles homonymes, voir Pierre Barbet et Barbet.
Claude Avice, dit Pierre Barbet, né le 16 mai 1925 au Mans et mort le 20 juillet 1995 à Neuilly-sur-Seine, est un écrivain français, spécialisé dans le roman de science-fiction.

## Biographie
Né en 1925 au Mans, Claude Avice fait des études de pharmacie. Devenu docteur, il publie plusieurs articles scientifiques aux États-Unis, entre autres sur la bionique. Œuvrant pour un rapprochement des auteurs de SF, il fait publier ses textes en différentes langues. Il utilise différents pseudonymes en plus de Pierre Barbet : Olivier Sprigel, en hommage à Stéphane Spriel, directeur du rayon fantastique où il a fait ses débuts, et David Maine, pour rappeler qu'il est né dans l'ancien duché du Maine.
Ses récits sont parcourus de références scientifiques : selon lui, tout dépend de l'homme, de son éthique et de l'usage qu'il fera de ses connaissances qui peuvent amener le meilleur, comme le pire (L'univers des Géons).
Pour Claude Avice, l'homme peut trouver des solutions aux catastrophes qui le menacent à condition de ne pas laisser la science aux mains du seul profit, mais plutôt aux mains d'hommes sensés, désintéressés et prudents.
Les thèmes évoqués sont très variés, tels le clonage, les mutants, la bionique, les univers heroic fantasy ou l'Uchronie, explorée dans la série des Setni enquêteur temporel où l'auteur remodèle l'histoire en faisant triompher Hannibal face à Rome. Il montre aussi les diverses possibilités de l'évolution de l'homme en y intégrant les clones, les mutants, les cyborgs et les psyborgs ; mais surtout celles de son comportement face à des situations nouvelles et des problèmes techniques.

## Recueils
- Les Cités de l'espace 1997  (ISBN 2-87153-502-7) regroupe les cinq récits suivants :
  - Oasis de l'espace
  - Cités des Astéroïdes
  - Cités interstellaires
  - Les Colons d'Éridan
  - Cités Biotiques

Ainsi qu'un article sur « La Biotique » publié dans la Revue française des docteurs en pharmacie, no 95, Paris, 1973, signé de son véritable nom, Claude Avice.
- Le Cycle Setni - 1 1998 regroupe les 5 récits suivants :
  - L'Exilé du temps
  - À quoi songent les Psyborgs ?
  - La Planète enchantée
  - Magiciens galactiques
  - Vénusine

Ainsi qu'un article : Ce que nous savons de l'anti-matière